# Mazda 323 GTR
 (février 2012).
Si vous disposez d'ouvrages ou d'articles de référence ou si vous connaissez des sites web de qualité traitant du thème abordé ici, merci de compléter l'article en donnant les références utiles à sa vérifiabilité et en les liant à la section « Notes et références ».
La Mazda 323 GTR est un modèle automobile produit de 1992 à 1994 en série limitée à 2200 exemplaires (la plupart numérotés) dont environ 200 en France. Une autre version spéciale « GTae » a été produite à 300 exemplaires au Japon. Elle fut championne des rallyes en Groupe N (PWRC) en 1993 (pilotée par l'italien Alex Fassina), et en France Maurice Chomat s'illustra à son volant la même année en Championnat de France des rallyes Terre.
Elle reprenait la carrosserie deux volumes de la 323 trois portes.

## Caractéristiques techniques[1],[2]

### Moteur
- Type : BPT (1,8 litre 16 soupapes turbo)
- Disposition : avant transversale
- Arbres à cames : DOHC (double arbre à cames en tête)
- Distribution : à courroie
- Cylindrée : 1 839 cm3
- Alésage x Course : 83,0 x 85,0 mm
- Taux de compression : 8,2 : 1
- Turbo : IHI RHF6CB / VJ23 monté sur roulements à billes
- Turbine : 62 mm compresseur : 65 mm (à l'époque, le plus gros turbo monté sur une voiture de série. Il peut sortir jusqu'à 2,0 bars de pression relative)
- Surpression : 0,65 bar (pour la version européenne)
- Intercooler : 225 mm × 234,6 mm - 6 150 kcal/h
- Injecteurs : SMB
- Soupapes d'échappement refroidies au sodium
- Piston moulés sous haute pression en aluminium et refroidi par gicleurs d'huile
- Ligne d'échappement : diamètre intérieur : 50 mm + catalyseur
- Bougies : NGK BKR6EVX11
- Puissance maxi : 185 ch (136 kW EEC) à 6 000 tr/min (210 ch au Japon)
- Puissance spécifique : 101 ch/l (114 ch/l au Japon)
- Couple maxi : 235 N m EEC (24 mkg) à 4 500 tr/min (25,5 mkg au Japon)
- Couple au litre : 128 N m/l (136 N m/l au Japon)
- Zone rouge : 6 500 tr/min
- Régime de coupure : 7 200 tr/min

### Transmission
- Type : intégrale permanente
- Différentiel central : glissement limité avec visco-coupleur
- Différentiel arrière : glissement limité avec visco-coupleur
- Répartition du couple AV / AR : 43 % / 57 %
- Embrayage : hydraulique 230 mm
- Boîte de vitesses :
  - Type : MT
  - 1re : 3,454
  - 2e : 1,833
  - 3e : 1,310
  - 4e : 0,970
  - 5e : 0,717
  - Arrière : 3,166
  - Rapport de pont : avant : 4,214 ; arrière : 3,909

### Châssis
- Carrosserie : 3 portes
- Nombres de places : 5
- SCx : 0,75
- Cx : 0,39
- Suspension avant : McPherson, amortisseurs, ressorts hélicoïdaux
- Suspension arrière : Twin-Trapezoidal Link (TTL) independent suspension, amortisseurs, ressorts hélicoïdaux
- Barre stabilisatrice avant : 23 mm pleine
- Barre anti-rapprochement avant supérieure
- Ressort avant : 3,7 kg/mm
- Amortisseurs avant :
  - Compression : 0,1 m/s → 44 kg 0,3 m/s → 70 kg 0,6 m/s → 105 kg
  - Détente : 0,1 m/s → 60 kg 0,3 m/s → 92 kg 0,6 m/s → 200 kg
- Géométrie avant : 
  - Ouverture : 2 mm (0°12 min)
  - Carrossage : - 0°40 min
  - Chasse : 2°40 min
- Barre stabilisatrice arrière : 19,1 mm tubulaire
- Ressort arrière : 3,3 kg/mm
- Amortisseurs arrière :
  - Compression :   0,05 m/s → 13 kg 0,1 m/s → 20 kg 0,3 m/s → 40 kg 0,6 m/s → 74 kg
  - Détente :  0,05 m/s → 43 kg 0,1 m/s → 70 kg 0,3 m/s → 90 kg 0,6 m/s → 120 kg
- Géométrie arrière :
  - Ouverture : 2 mm (0°12 min)
  - Carrossage : - 0° 20'
- Freins avant : disques ventilés (274 mm x 24 mm)
- Freins arrière : disques (280 mm x 10 mm)
- Direction : assistance hydraulique
- Nombres de tours du volant : 2,6
- Diamètre de braquage entre murs : 11,3 m

### Roues
- Pneumatiques AV/AR : 195/50 R15 82V
- Jantes : Enkei - Alliage aluminium - 5.5JJ x 15 - trous: 5 x 114,3 - Déport: 47,5 mm

### Poids/Dimensions
- Poids constructeur : 1 210 kg (1 090 kg pour la version GTae)
- Répartition avant/arrière : 51 % / 49 %
- Rapport poids/puissance : 6,54 kg/ch (version européenne)
- Longueur : 4 080 mm
- Largeur : 1 690 mm
- Hauteur : 1 390 mm
- Garde au sol : 150 mm
- Empattement : 2 450 mm
- Voie avant : 1 430 mm
- Voie arrière : 1 435 mm
- Volume du coffre (litres) : 230 / 415 ('2/3 1/3')
- Réservoir essence (95 RON) : 60 litres

### Budget
- Prix à sa sortie : 140 000 FRF
- Puissance fiscale : 10 CV
- Consommation constructeur : 90 km/h : 7,4 l/100 km ; 120 km/h : 9,2 l/100 km

### Performances

#### Données constructeur
- 0 à 100 km/h : 7 s
- 80 à 120 km/h en 4e : 7 s
- 100 à 140 km/h en 4e : -
- Vitesse maxi : 221 km/h

#### Mesurés
- 0-100 km/h : 
  - Sport Auto : 7,2 s
  - L'Automobile Magazine : 6,9 s

- 400 m Départ arrêté :
  - Sport Auto : 14,3 s
  - Echappement : 14,6 s

- 1000 m Départ arrêté :
  - Sport Auto : 27,2 s
  - l'Automobile Magazine : 27,35 s
  - Option auto : 27,3 s
  - Echappement : 27,5 s

- 80 à 120 km/h :
  - Automoto (en 4e): 9,5 s
  - Automoto (en 5e): 15,5 s

- Vitesse maxi :
  - Sport auto : 224 km/h
  - Echappement : 225 km/h

- Freinage de 100 km/h à 0 km/h :
  - Auto : 38,8 m (à froid) / 31,4 m (à chaud)